# SZ–13
Az SZ–13 (oroszul: С–13) egy tervezett felderítő repülőgép volt, melyet a Szovjetunióban az amerikai U–2 felderítő repülőgép másolataként készítettek az 1960-as évek elején. Egy befejezett prototípus sem készült el. A fejlesztési programot 1962-ben beszüntették.

## Története
A Szovjetunió felett 1960. május 1-jén lőtték le légvédelmi rakétával az Egyesült Államok egyik U–2-es felderítő repülőgépét. A lezuhant gép darabokra törött, de viszonylag jó állapotban maradt ahhoz, hogy tanulmányozhassák a gép berendezéseit és szerkezetét. A gép roncsait teljes egészében összegyűjtötték és a Szovjet Légierő Tudományos Kutatóintézetébe szállították tanulmányozásra.
A Szovjetunió Minisztertanácsa az 1960. június 28-i 702-288 határozatában megbízta a kazanyi OKB–16 tervezőirodát, hogy készítse el az U–2 Pratt&Whitney J75–P–13 gázturbinás sugárhajtóművének a másolatát. Az 1960. augusztus 23-i 918-383 határozatban pedig a taganrogi OKB–49-es Berijev-tervezőirodát bízták meg az U–2 másolatának elkészítésével. A tervezőirodának öt darab prototípust kellett elkészítenie. Az SZ–13-as jelzést kapott gépet nagy magasságú felderítő repülőgépnek szánták a Szovjet Légierő számára. Emellett meteorológiai felderítésre és felderítő ballonok elfogására is akarták használni. A Szovjetunió ebben az időben a Jak–25RV felderítő repülőgépet használta magassági felderítő gépként, de annak a teljesítménye elmaradt az amerikai U–2-től. A gépbe az AFA–60 légi fényképezőgépet szánták.

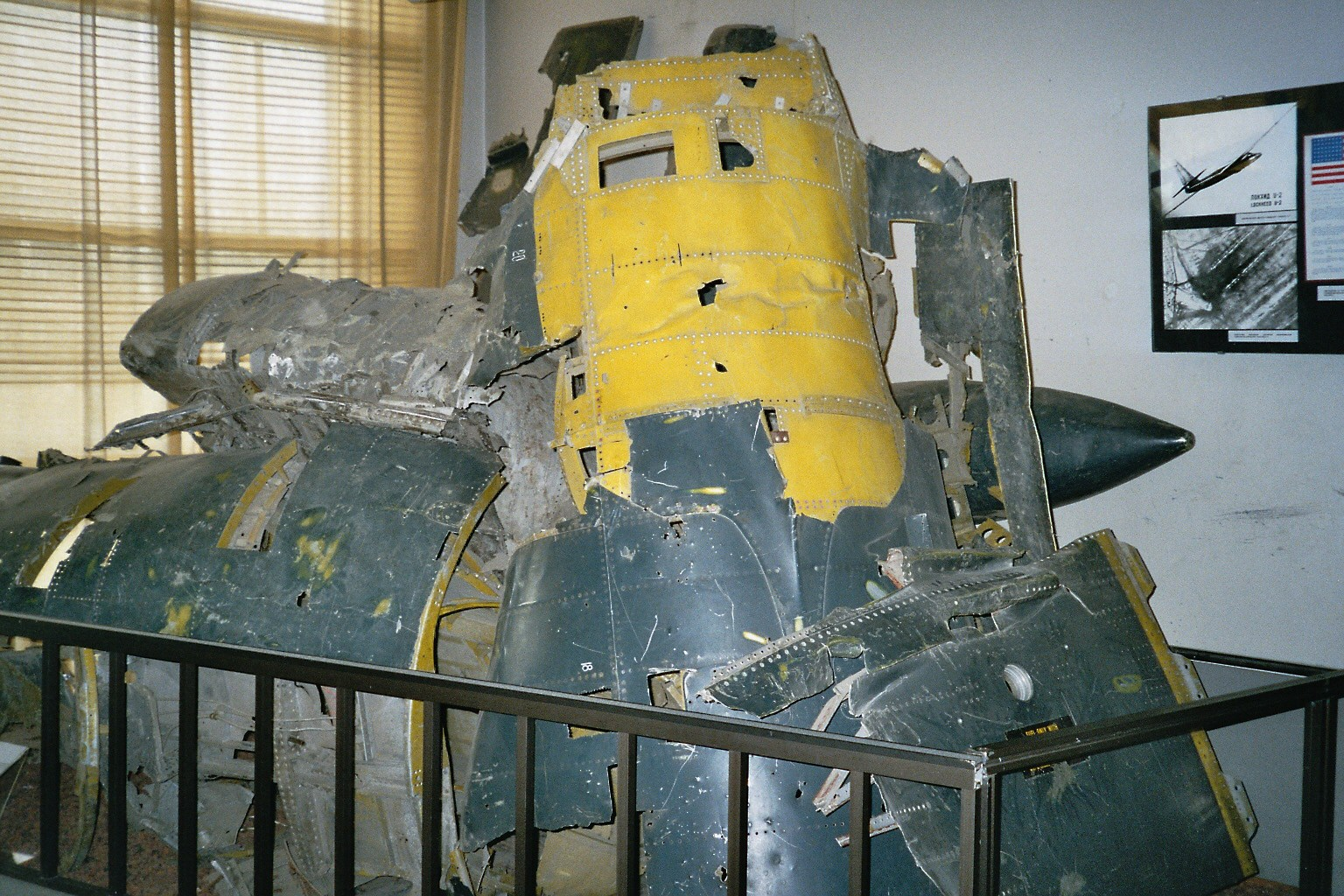
A Szovjetunió fölött lelőtt U–2 roncsainak egy része a Fegyveres Erők Központi Múzeumában

Az SZ–13 elkészítésére szoros határidőt kapott a tervezőiroda, 1962 első negyedévében kellett volna végrehajtani vele az első felszállást. Számos berendezés eleve rendelkezésre állt, melyeket a Jak–25RV-hez és a Cibin RSZR felderítő repülőgéphez készítettek. 1961 április 1-jére készült el az első sárkányszerkezet makettje. Közben az OKB–16-nál Prokofij Zubec vezetésével folyt az RD–16–75 hajtómű fejlesztése is. A tervezett prototípussal súlyproblémák adódtak, a gép várható össztömege meghaladta az amerikai U–2 tömegét. Nehezebb lett többek között a futómű, valamint az elektronikus berendezések.
Időközben a szovjet vezetés átértékelte a projektet. A lassú gép számára a nyugati légvédelmi rendszerek komoly veszélyt jelentettek. Emellett már folytak a nagy sebességű felderítő repülőgépek fejlesztései (az Egyesült Államokban az SR–71, a Szovjetunióban az RSZR), valamint egyre szélesebb körűvé vált a felderítő műholdak alkalmazása. Emiatt az 1962. május 12-i 440-191 kormányhatározattal beszüntették az SZ–13 fejlesztési projektjét. Eddig az időpontig egy befejezett prototípus sem készült el. A projekt legfőbb eredményei az U–2 másolatához szánt újfajta anyagok és technológiák kifejlesztése voltak a szovjet repülőgépipar számára.

## Műszaki adatok (tervezett)
- Hossz: 15,7 m
- Szárnyfesztáv: 24,38 m
- Üres tömeg: 5900 kg
- Normál felszálló tömeg: 11 000 kg
- Hajtómű: RD–16–15
- Tolóerő: 110,853 kN
- Legnagyobb sebesség: 850 km/h
- Hatótávolság: 6400 km
- Legnagyobb repülési magasság: 24 000 m